# حاجبية بنية نمطية رمادية الأوراق
الحاجبية البنية النمطية رمادية الأوراق (باللاتينية: Ophrys fusca subsp. cinereophila) نويع نباتي ضمن نوع الحاجبية البنية ينتمي إلى جنس الحاجبية من الفصيلة السحلبية.

## البيئة والانتشار
موطن هذا النوع بلاد الشام وقبرص وتركيا واليونان.

## مرادفات للاسم العلمي
- (باللاتينية: Ophrys cinereophila Paulus & Gack)
- (باللاتينية: Ophrys subfusca subsp. cinereophila (Paulus & Gack) Kreutz)